# Campionatul Mondial de Atletism din 2019
A 17-a ediție a Campionatului Mondial de Atletism s-a desfășurat între 27 septembrie și 6 octombrie 2019 pe Stadionul Khalifa International din Doha, Qatar. Au participat 1775 de sportivi veniți din 204 țări.

## Stadion
Campionatele Mondiale au avut loc pe Stadionul Khalifa International (engleză Khalifa International Stadium). Acesta are o capacitate de 40.000 de locuri. Stadionul a fost construit în 1976. În anul 2017 a fost modernizat.

## Rezultate
RM - record mondial; RC - record al competiției; AM - record nord-american; AS - record asiatic; RE - record european; OC - record oceanic; SA - record sud-american; RA - record african; RN - record național; PB - cea mai bună performanță a carierei

### Masculin
| Probă sportivă       | Aur | Aur            | Argint                                                                         | Argint     | Bronz                                                                                        | Bronz           |
| 100 m                | Christian Coleman (USA) | 9,76           | Justin Gatlin (USA)                                                            | 9,89       | Andre De Grasse (CAN)                                                                        | 9,90            |
| 200 m                | Noah Lyles (USA) | 19,83          | Andre De Grasse (CAN)                                                          | 19,95      | Álex Quiñónez (ECU)                                                                          | 19,98           |
| 400 m                | Steven Gardiner (BAH) | 43,48 RN       | Anthony Zambrano (COL)                                                         | 44,15 RN   | Fred Kerley (USA)                                                                            | 44,17           |
| 800 m                | Donavan Brazier (USA) | 1:42,34 RC, RN | Amel Tuka (BIH)                                                                | 1:43,47    | Ferguson Cheruiyot Rotich (KEN)                                                              | 1:43,82         |
| 1500 m               | Timothy Cheruiyot (KEN) | 3:29,26        | Taoufik Makhloufi (ALG)                                                        | 3:31,38    | Marcin Lewandowski (POL)                                                                     | 3:31,46 RN      |
| 5000 m               | Muktar Edris (ETH) | 12:58,85       | Selemon Barega (ETH)                                                           | 12:59,70   | Mohamed Ahmed (CAN)                                                                          | 13:01,11        |
| 10 000 m             | Joshua Cheptegei (UGA) | 26:48,36       | Yomif Kejelcha (ETH)                                                           | 26:49,34   | Rhonex Kipruto (KEN)                                                                         | 26:50,32        |
| Maraton              | Lelisa Desisa (ETH) | 2:10:40        | Mosinet Geremew (ETH)                                                          | 2:10:44    | Amos Kipruto (KEN)                                                                           | 2:10:51         |
| 110 m garduri        | Grant Holloway (USA) | 13,10          | Serghei Șubenkov (ANA)                                                         | 13,15      | Pascal Martinot-Lagarde (FRA) Orlando Ortega (ESP)                                           | 13,1813,30      |
| 400 m garduri        | Karsten Warholm (NOR) | 47,42          | Rai Benjamin (USA)                                                             | 47,66      | Abderrahman Samba (QAT)                                                                      | 48,03           |
| 3000 m obstacole     | Conseslus Kipruto (KEN) | 8:01,35        | Lamecha Girma (ETH)                                                            | 8:01,36 RN | Soufiane El Bakkali (MAR)                                                                    | 8:03,76         |
| 20 km marș           | Toshikazu Yamanishi (JPN) | 1:26,34        | Vasiliy Mizinov (ANA)                                                          | 1:26,49    | Perseus Karlström (SWE)                                                                      | 1:27,00         |
| 50 km marș           | Yusuke Suzuki (JPN) | 4:04,20        | João Vieira (POR)                                                              | 4:04,59    | Evan Dunfee (CAN)                                                                            | 4:05,02         |
| Ștafetă 4×100 m      | Statele Unite ale Americii Christian Coleman Justin Gatlin Mike Rodgers Noah Lyles Cravon Gillespie*                           | 37,10          | Regatul Unit Adam Gemili Zharnel Hughes Richard Kilty Nethaneel Mitchell-Blake | 37,36 RN   | Japonia Shuhei Tada Kirara Shiraishi Yoshihide Kiryū Abdul Hakim Sani Brown Yuki Koike*      | 37,43 RN        |
| Ștafetă 4×400 m      | Statele Unite ale Americii Fred Kerley Michael Cherry Wil London Rai Benjamin Tyrell Richard* Vernon Norwood* Nathan Strother* | 2:56,69        | Jamaica Akeem Bloomfield Nathon Allen Terry Thomas Demish Gaye Javon Francis*  | 2:57,90    | Belgia · Jonathan Sacoor · Robin Vanderbemden · Dylan Borlée · Kevin Borlée · Julien Watrin* | 2:58,78         |
| Săritura în înălțime | Mutaz Essa Barshim (QAT) | 2,37 m         | Mikhail Akimenko (ANA)                                                         | 2,35 m     | Ilya Ivanyuk (ANA)                                                                           | 2,35 m          |
| Săritura în lungime  | Tajay Gayle (JAM) | 8,69 m RN      | Jeff Henderson (USA)                                                           | 8,39 m     | Juan Miguel Echevarría (CUB)                                                                 | 8,34 m          |
| Săritura cu prăjina  | Sam Kendricks (USA) | 5,97 m         | Armand Duplantis (SWE)                                                         | 5,97 m     | Piotr Lisek (POL)                                                                            | 5,87 m          |
| Triplusalt           | Christian Taylor (USA) | 17,92 m        | Will Claye (USA)                                                               | 17,74 m    | Hugues Fabrice Zango (BUR)                                                                   | 17,66 m RN      |
| Aruncarea greutății  | Joe Kovacs (USA) | 22,91 m (RC)   | Ryan Crouser (USA)                                                             | 22,90 m    | Thomas Walsh (NZL)                                                                           | 22,90 m RN      |
| Aruncarea discului   | Daniel Ståhl (SWE) | 67,59 m        | Fedrick Dacres (JAM)                                                           | 66,94 m    | Lukas Weißhaidinger (AUT)                                                                    | 66,82 m         |
| Aruncarea suliței    | Anderson Peters (GRN) | 86,89 m        | Magnus Kirt (EST)                                                              | 86,21 m    | Johannes Vetter (GER)                                                                        | 85,37 m         |
| Aruncarea ciocanului | Paweł Fajdek (POL) | 80,50 m        | Quentin Bigot (FRA)                                                            | 78,19 m    | Bence Halász (HUN) Wojciech Nowicki (POL)                                                    | 78,18 m 77,69 m |
| Decatlon             | Niklas Kaul (GER) | 8691           | Maicel Uibo (EST)                                                              | 8604       | Damian Warner (CAN)                                                                          | 8529            |

* Atletul a participat doar la calificări, dar a primit o medalie.

### Feminin
| Probă sportivă       | Aur | Aur            | Argint | Argint     | Bronz                                                                                              | Bronz      |
| 100 m                | Shelly-Ann Fraser-Pryce (JAM) | 10,71          | Dina Asher-Smith (GBR)                                                                                               | 10,83 RN   | Marie-Josée Ta Lou (CIV)                                                                           | 10,90      |
| 200 m                | Dina Asher-Smith (GBR) | 21,88 RN       | Brittany Brown (USA)                                                                                                 | 22,22      | Mujinga Kambundji (SUI)                                                                            | 22,51      |
| 400 m                | Salwa Eid Naser (BHR) | 48,14 RN       | Shaunae Miller-Uibo (BAH)                                                                                            | 48,37 RN   | Shericka Jackson (JAM)                                                                             | 49,47      |
| 800 m                | Halimah Nakaayi (UGA) | 1:58,04 RN     | Raevyn Rogers (USA)                                                                                                  | 1:58,18    | Ajeé Wilson (USA)                                                                                  | 1:58,84    |
| 1500 m               | Sifan Hassan (NED) | 3:51,95 RC, RN | Faith Kipyegon (KEN)                                                                                                 | 3:54,22 RN | Gudaf Tsegay (ETH)                                                                                 | 3:54,38    |
| 5000 m               | Hellen Obiri (KEN) | 14:26,72 RC    | Margaret Chelimo Kipkemboi (KEN)                                                                                     | 14:27,49   | Konstanze Klosterhalfen (GER)                                                                      | 14:28,43   |
| 10 000 m             | Sifan Hassan (NED) | 30:17,62       | Letesenbet Gidey (ETH)                                                                                               | 30:21,23   | Agnes Jebet Tirop (KEN)                                                                            | 30:25,20   |
| Maraton              | Ruth Chepngetich (KEN) | 2:32:43        | Rose Chelimo (BHR)                                                                                                   | 2:33:46    | Helalia Johannes (NAM)                                                                             | 2:34:15    |
| 100 m garduri        | Nia Ali (USA) | 12,34          | Kendra Harrison (USA)                                                                                                | 12,46      | Danielle Williams (JAM)                                                                            | 12,47      |
| 400 m garduri        | Dalilah Muhammad (USA) | 52,16 RM       | Sydney McLaughlin (USA)                                                                                              | 52,23      | Rushell Clayton (JAM)                                                                              | 53,74      |
| 3000 m obstacole     | Beatrice Chepkoech (KEN) | 8:57,84 RC     | Emma Coburn (USA) | 9:02,35    | Gesa Felicitas Krause (GER)                                                                        | 9:03,30 RN |
| 20 km marș           | Liu Hong (CHN) | 1:32:53        | Qieyang Shenjie (CHN)                                                                                                | 1:33:10    | Yang Liujing (CHN)                                                                                 | 1:33:17    |
| 50 km marș           | Liang Rui (CHN) | 4:23:26        | Li Maocuo (CHN) | 4:26:40    | Eleonora Giorgi (ITA)                                                                              | 4:29:13    |
| Ștafetă 4×100 m      | Jamaica Natalliah Whyte Shelly-Ann Fraser-Pryce Jonielle Smith Shericka Jackson Natasha Morrison*                                                            | 41,44          | Regatul Unit Asha Philip Dina Asher-Smith Ashleigh Nelson Daryll Neita Imani-Lara Lansiquot*                         | 41,85      | Statele Unite ale Americii Dezerea Bryant Teahna Daniels Morolake Akinosun Kiara Parker            | 42,10      |
| Ștafetă 4×400 m      | Statele Unite ale Americii Phyllis Francis Sydney McLaughlin Dalilah Muhammad Wadeline Jonathas Jessica Beard* Allyson Felix* Kendall Ellis* Courtney Okolo* | 3:18,92        | Polonia Iga Baumgart-Witan Patrycja Wyciszkiewicz Małgorzata Hołub-Kowalik Justyna Święty-Ersetic Anna Kiełbasińska* | 3:21,89 RN | Jamaica Anastasia Le-Roy Tiffany James Stephenie Ann McPherson Shericka Jackson Roneisha McGregor* | 3:22,37    |
| Săritura în înălțime | Maria Lasițkene (ANA) | 2,04 m         | Iaroslava Mahucih (UKR)                                                                                              | 2,04 m     | Vashti Cunningham (USA)                                                                            | 2,00 m     |
| Săritura în lungime  | Malaika Mihambo (GER) | 7,30 m         | Marina Beh-Romanciuk (UKR)                                                                                           | 6,92 m     | Ese Brume (NGR)                                                                                    | 6,91 m     |
| Săritura cu prăjina  | Anjelika Sidorova (ANA) | 4,95 m         | Sandi Morris (USA)                                                                                                   | 4,90 m     | Katerina Stefanidi (GRE)                                                                           | 4,85 m     |
| Triplusalt           | Yulimar Rojas (VEN) | 15,37 m        | Shanieka Ricketts (JAM)                                                                                              | 14,92 m    | Caterine Ibargüen (COL)                                                                            | 14,73 m    |
| Aruncarea greutății  | Gong Lijiao (CHN) | 19,55 m        | Danniel Thomas-Dodd (JAM)                                                                                            | 19,47 m    | Christina Schwanitz (GER)                                                                          | 19,17 m    |
| Aruncarea discului   | Yaime Pérez (CUB) | 69,17 m        | Denia Caballero (CUB)                                                                                                | 68,44 m    | Sandra Perković (CRO)                                                                              | 66,72 m    |
| Aruncarea suliței    | Kelsey-Lee Barber (AUS) | 66,56 m        | Liu Shiying (CHN) | 65,88 m    | Lü Huihui (CHN)                                                                                    | 65,49 m    |
| Aruncarea ciocanului | DeAnna Price (USA) | 77,54 m        | Joanna Fiodorow (POL)                                                                                                | 76,35 m    | Wang Zheng (CHN)                                                                                   | 74,76 m    |
| Heptatlon            | Katarina Johnson-Thompson (GBR) | 6981 RN        | Nafissatou Thiam (BEL)                                                                                               | 6677       | Verena Preiner (AUT)                                                                               | 6560       |

* Atleta a participat doar la calificări, dar a primit o medalie.

## Clasament pe medalii
| Loc   | Țară                       | Aur | Argint | Bronz | Total |
| ----- | -------------------------- | --- | ------ | ----- | ----- |
| 1     | Statele Unite ale Americii | 14  | 11     | 4     | 29    |
| 2     | Kenya                      | 5   | 2      | 4     | 11    |
| 3     | Jamaica                    | 3   | 5      | 4     | 12    |
| 4     | China                      | 3   | 3      | 3     | 9     |
| 5     | Etiopia                    | 2   | 5      | 1     | 8     |
| 6     | Regatul Unit               | 2   | 3      | 0     | 5     |
| 7     | Germania                   | 2   | 0      | 4     | 6     |
| 8     | Japonia                    | 2   | 0      | 1     | 3     |
| 9     | Țările de Jos              | 2   | 0      | 0     | 2     |
| 9     | Uganda                     | 2   | 0      | 0     | 2     |
| 11    | Polonia                    | 1   | 2      | 3     | 6     |
| 12    | Bahrain                    | 1   | 1      | 1     | 3     |
| 12    | Cuba                       | 1   | 1      | 1     | 3     |
| 12    | Suedia                     | 1   | 1      | 1     | 3     |
| 15    | Bahamas                    | 1   | 1      | 0     | 2     |
| 16    | Qatar                      | 1   | 0      | 1     | 2     |
| 17    | Australia                  | 1   | 0      | 0     | 1     |
| 17    | Grenada                    | 1   | 0      | 0     | 1     |
| 17    | Norvegia                   | 1   | 0      | 0     | 1     |
| 17    | Venezuela                  | 1   | 0      | 0     | 1     |
| 21    | Estonia                    | 0   | 2      | 0     | 2     |
| 21    | Ucraina                    | 0   | 2      | 0     | 2     |
| 23    | Canada                     | 0   | 1      | 5     | 5     |
| 24    | Belgia                     | 0   | 1      | 1     | 2     |
| 24    | Columbia                   | 0   | 1      | 1     | 2     |
| 24    | Franța                     | 0   | 1      | 1     | 2     |
| 27    | Algeria                    | 0   | 1      | 0     | 1     |
| 27    | Bosnia și Herțegovina      | 0   | 1      | 0     | 1     |
| 27    | Portugalia                 | 0   | 1      | 0     | 1     |
| 30    | Austria                    | 0   | 0      | 2     | 2     |
| 31    | Burkina Faso               | 0   | 0      | 1     | 1     |
| 31    | Croația                    | 0   | 0      | 1     | 1     |
| 31    | Ecuador                    | 0   | 0      | 1     | 1     |
| 31    | Grecia                     | 0   | 0      | 1     | 1     |
| 31    | Ungaria                    | 0   | 0      | 1     | 1     |
| 31    | Italia                     | 0   | 0      | 1     | 1     |
| 31    | Coasta de Fildeș           | 0   | 0      | 1     | 1     |
| 31    | Maroc                      | 0   | 0      | 1     | 1     |
| 31    | Namibia                    | 0   | 0      | 1     | 1     |
| 31    | Noua Zeelandă              | 0   | 0      | 1     | 1     |
| 31    | Nigeria                    | 0   | 0      | 1     | 1     |
| 31    | Spania                     | 0   | 0      | 1     | 1     |
| 31    | Elveția                    | 0   | 0      | 1     | 1     |
| Total | Total                      | 49  | 49     | 51    | 149   |

## Participarea României la campionat
Zece sportivi au obținut biletele pentru Mondiale:
- Alin Firfirică – disc - locul 4
- Alina Rotaru – lungime - locul 6
- Narcis Mihăilă – 50 km marș - locul 10
- Andreea Panțuroiu – triplusalt - locul 11
- Alexandru Novac – suliță - locul 13
- Andrei Gag – greutate - locul 17
- Bianca Ghelber – ciocan - locul 18
- Claudia Bobocea – 1 500 m - locul 24
- Daniela Stanciu – înălțime - locul 24
- Florentina Iusco-Marincu – lungime - locul 29

## Participarea Republicii Moldova la campionat
4 atleți au reprezentat Republica Moldova.
- Zalina Petrivskaia – ciocan - locul 4
- Dimitriana Surdu – greutate - locul 12
- Serghei Marghiev – ciocan - locul 16
- Alexandra Emilianov – disc - locul 28